# Major Barbara (film)
Major Barbara är en brittisk komedifilm från 1941 i regi av Gabriel Pascal. Filmen är baserad på George Bernard Shaws pjäs Major Barbara från 1905. I huvudrollerna ses Wendy Hiller och Rex Harrison.

## Rollista i urval
- Wendy Hiller – Major Barbara Undershaft
- Rex Harrison – Adolphus Cusins
- Robert Morley – Andrew Undershaft
- Robert Newton – Bill Walker
- Sybil Thorndike – generalen
- Emlyn Williams – Snobby Price
- Miles Malleson – Morrison, butlern
- Stanley Holloway – poliskonstapel
- Kathleen Harrison – Mrs. Price
- Donald Calthrop – Peter Shirley
- Marie Lohr – Lady Britomart
- Marie Ault – Rummy Mitchens
- Penelope Dudley-Ward – Sarah Undershaft
- Walter Hudd – Stephen Undershaft
- David Tree – Charles Lomax
- Deborah Kerr – Jenny Hill